# Ernst-Günther Zumach

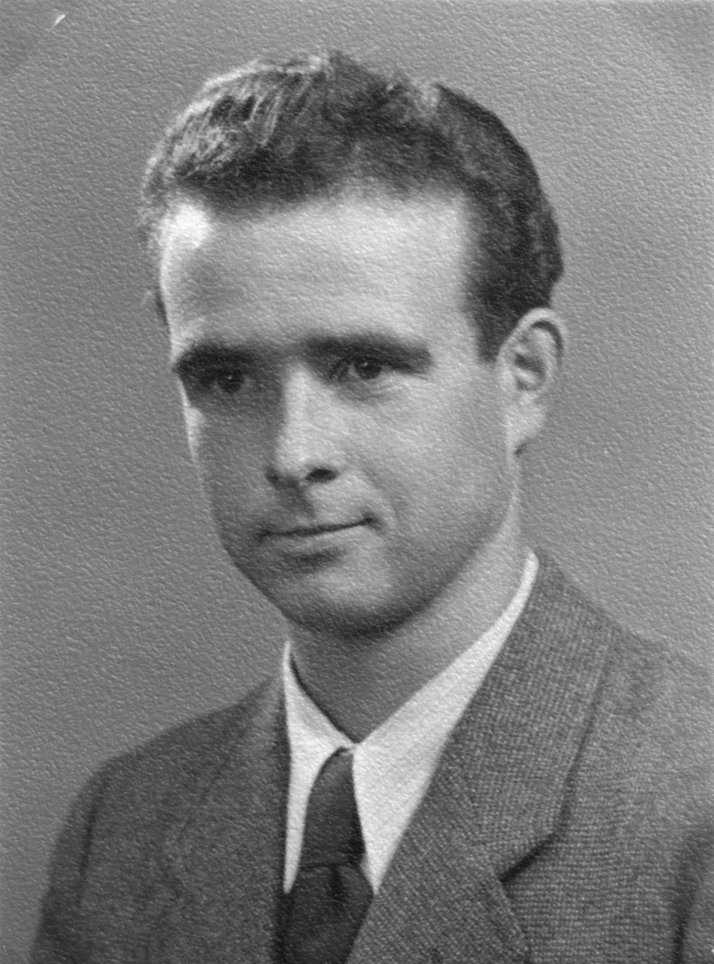
Ernst-Günther Zumach als Student in den frühen 1950er Jahren

Ernst-Günther Zumach (* 3. November 1926 in Erlangen; † 11. September 2012 in Ansbach) war ein deutscher Jurist und Politiker. Er wirkte fast 20 Jahre lang als Oberbürgermeister der Stadt Ansbach.

## Leben
Ernst-Günther Zumach besuchte das Gymnasium Carolinum in Ansbach. 1943 wurde er als 17-Jähriger einberufen und geriet bereits kurz danach in fünfjährige sowjetische Kriegsgefangenschaft, aus der er 1949 zurückkehrte. Er studierte Jura an der Friedrich-Alexander-Universität Erlangen-Nürnberg sowie an der Johannes-Gutenberg-Universität Mainz und wurde 1955 promoviert. 1950 trat er in die musische Studentenverbindung AMV Fridericiana Erlangen ein. Er war verheiratet mit Ilse Zumach, geborene Hofknecht.

## Politisches Wirken
Der zunächst parteifreie Strafjurist wurde von der CSU 1971 zum Kandidaten für die Wahl zum Oberbürgermeister nominiert und setzte sich relativ knapp gegen den Kandidaten der SPD durch, dem Weltmeister im Feldhandball Erwin Porzner. Durch zahlreiche Eingemeindungen hatte sich die Einwohnerzahl der Stadt Ansbach bald um mehr als 10 % vergrößert, so dass eine Neuwahl des Oberbürgermeisters schon 1973 stattfinden musste. In dieser setzte sich Zumach (ohne Gegenkandidaten) mit mehr als 90 % durch. Bei der nächsten Wahl, 1979, erreichte er (wieder ohne Gegenkandidaten) sogar 95 %. Nach erneuter Wiederwahl trat Zumach 1990 nicht wieder zur Wahl an, Ralf Felber (SPD) wurde sein Nachfolger als Oberbürgermeister.

## Ehrungen
Zumach war Träger des Verdienstkreuzes 1. Klasse der Bundesrepublik Deutschland und Ehrenbürger der Stadt Ansbach.